# Chiesa di Sant'Antonio Abate (Napoli, capoluogo)
La chiesa di Sant'Antonio Abate è un'antica chiesa di Napoli, posta all'inizio del borgo omonimo. L'ingresso della chiesa si trovava in via Foria 302, per cui è rimasto l'indirizzo formale. Oggi si accede da larghetto Sant'Antonio Abate.

## Le fonti
La storia delle origini dell'abbazia è caratterizzata da una inspiegabile scarsità di notizie. Nel 1905 Benedetto Croce, notata questa enorme lacuna, invia nell'abbazia un cronista per descriverne dettagliatamente la struttura e le opere artistiche in essa contenute, per poi riportarle nella rivista culturale Napoli Nobilissima.
Oltre a questa preziosissima testimonianza, scarsissime sono le fonti a disposizione: un diploma del re Roberto d'Angiò del marzo 1313, un breve di papa Pio IX, un accenno nella Guida Sacra di Galante e due litografie, di cui una a colori risalente al 1890, l'altra del pittore francese Remond (XVIII secolo).

## Storia
La leggenda narra che la chiesa, posta all'origine del borgo omonimo, sia stata fondata per volere della regina Giovanna I d'Angiò; tuttavia un diploma del re Roberto d'Angiò, dimostra che, già nel marzo del 1313, esistevano chiesa ed ospedale e che in questo luogo venivano curati gli infermi del morbo detto “fuoco sacro” o anche Fuoco di Sant'Antonio, con un prodotto ricavato dal grasso di maiale.
Molto probabilmente il complesso originario risaliva alla fine del XIII secolo, ma fu ampliato e in alcune parti ricostruito nell'ambito di un vasto programma di edilizia religiosa e assistenziale voluto nel 1370 dalla regina Giovanna I. Programma che ebbe enorme valore ai fini dell'urbanizzazione del borgo e dell'omonima strada la quale, attraverso Porta Capuana, rappresentava la principale via d'accesso alla città.
Verso la fine del Trecento, quindi, il complesso era già costituito dalla chiesa, dall'ospedale e dal convento, ed era tenuto dai monaci ospedalieri antoniani i quali preparavano la sacra tintura che veniva usata per curare l'herpes zoster. Tra i napoletani si diffuse così l'abitudine di allevare maialini per donarli al monastero. L'ordine antoniano fu bandito agli inizi del Quattrocento dagli Aragonesi, che reputavano i monaci troppo legati ai loro protettori francesi. Malgrado ciò, l'usanza durò fino al 1665 quando, durante una processione, un maialino si intrufolò tra le gambe del vescovo il quale, infuriato, dichiarò illegale l'allevamento cittadino dei maiali.
Un primo rimaneggiamento è databile 1370, il seguente fu quello del XVII secolo che ha cancellato parte della struttura originaria.
Per volere del cardinale Antonino Sersale, la struttura subì un rimodernamento nel 1779.

## La struttura esterna
Il complesso originario poteva vantare ben quattro stabili. Oltre alla chiesa vi erano, infatti, il lazzaretto, il convento, la torre col campanile, un cortile e una vigna che si estendeva per tutto il circondario. La crescente urbanizzazione, l'aumento demografico e la crisi degli alloggi portarono un profondo e radicale cambiamento nella zona tra San Carlo all'Arena, via Foria e l'Arenaccia. La vecchia strada detta “del campo” che univa piazza Carlo III con la stazione fu completamente rifatta negli anni del Risanamento, e grossi cambiamenti avvennero anche nel borgo di Sant'Antonio Abate. L'allargamento della strada portò all'abbattimento di un lato della chiesa; i nuovi palazzi costruiti in via Foria vennero sovrapposti all'antico convento antoniano e le vecchie celle dei monaci e le stanze dei poveri ammalati di herpes vennero occupate abusivamente da altri poveracci sfrattati da un giorno all'altro per l'avvento dei lavori del risanamento.

### La facciata
La facciata principale della chiesa risale al 1769, quando il cardinale arcivescovo Antonino Sersale la costruì coprendo quella originale risalente al periodo gotico. A destra si può notare quel che resta di un antico portale a sesto acuto ora murato, ingresso originario del convento. Nella lunetta vi era un affresco del Settecento rappresentante la Vergine col bambino in mezzo a due santi. Sul fronte della nuova facciata, sopra una lapide, vi è lo stemma (bandato di oro e di azzurro) del cardinal Sersale: «a memoria perenne dei deturpamenti fatti eseguire fuori e dentro dall'architetto Tommaso Senese», fu il commento dell'inviato di Benedetto Croce su Napoli Nobilissima.

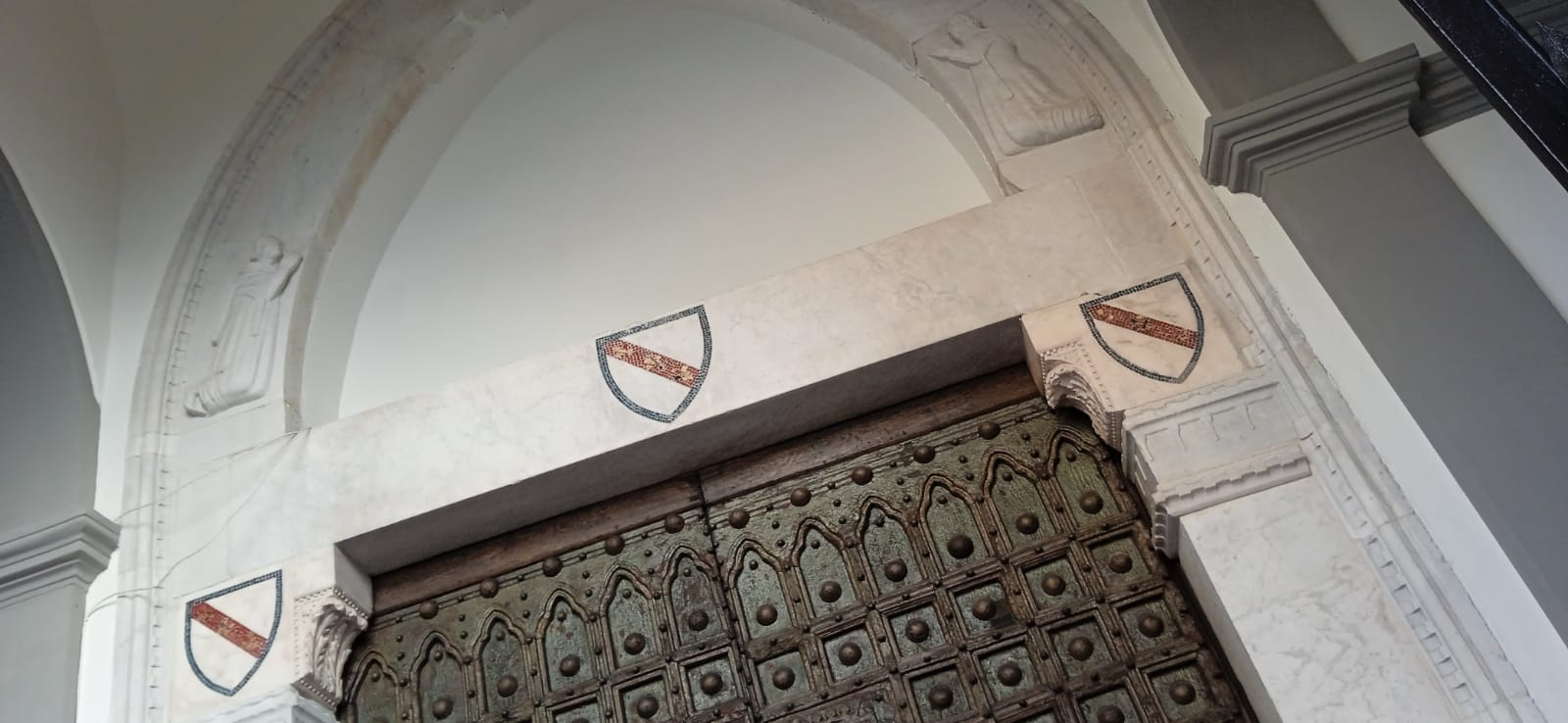
Portale a sesto acuto (XIII/XIV Sec.)

### La porta di accesso
La porta di accesso alla chiesa è di marmo bianco finissimo; gli stipiti sostengono un architrave sul quale, per mezzo del prolungamento degli stipiti, si forma una lunetta a sesto acuto. L'interno della lunetta è ora bianco, ma in un disegno del Maresca datato intorno al 1900 si può osservare un affresco risalente alla fine del Seicento, rappresentante Sant'Antonio Abate in atto di benedire. Ai lati del santo vi erano gli stemmi del cardinale Cantelmo, arcivescovo di Napoli, e del pontefice Innocenzo Pignatelli. Di tale affresco parla anche Croce nel 1905, e alcune testimonianze orali ne datano la scomparsa intorno al 1940.
In alto, al centro della lunetta, vi è un bassorilievo rappresentante un agnello e un chiodo ove vi era pencolante lo stemma in marmo del Sacro Militare Ordine Costantiniano. Sul marmo vi sono tre scudi della stessa forgia appartenenti alla potente famiglia dei Capano, originaria del Cilento, nobile del seggio di Nido di Napoli, che lasciò le sue memorie anche nella chiesa di San Pietro Martire.
Secondo la testimonianza del Maresca la porta di Sant'Antonio Abate sarebbe stata fatta costruire da Roberto Capano sotto Giovanna I, ma seguendo il ragionamento di Croce la porta sarebbe addirittura databile al tempo di Roberto d'Angiò (notando la stessa mano della porta di San Pietro). Particolare importantissimo sono i due bassorilievi ai lati: un uomo e una donna praticamente identici a quelli della chiesa di San Pietro Martire.
La parte in legno è di qualche anno più giovane, i battenti della porta sono divisi in novanta scompartimenti, e sul battente di sinistra vi è lo stemma dell'ordine antoniano; ovvero il tan, che in araldica si chiama croce patente scorciata. Lo stemma di destra è quello dei Durazzo, ed ecco ciò che su Napoli Nobilissima si legge di questo portale: «questi battenti sono pochi del XIV secolo rimasti a Napoli, e meritano di essere con ogni cura conservati; sono tuttora in buono stato e gioverebbe il liberarli dalle dipinture che li covrono in densa crosta. Vennero eseguiti, a parer mio, nell'ultimo ventennio del sec XIV».

### L'ospedale
Nella seconda metà del XVII secolo l'ordine degli antoniani fu soppresso, l'ospedale distrutto e nel 1780 abolito per la sistemazione della piazza antistante la chiesa.
Spesso l'ospedale viene confuso con il palazzo di fronte alla chiesa, di chiaro stampo settecentesco, in cui si apriva il monumentale ingresso all'insula conventuale. Ridotto ad officina, è stato restaurato nel 2004 e riportato agli antichi colori originali.
Il palazzetto anche se abbandonato all'incuria per moltissimi anni, ha mantenuto la struttura originaria. Grande importanza hanno la statua di Sant'Antonio e lo scudo posto al di sopra dell'antico portale, ingresso principale di quando il complesso abbaziale era funzionante: infatti, l'attuale larghetto Sant'Antonio Abate è stato ricavato in epoca relativamente recente (inizio anni quaranta del XX secolo) dalla caduta dei due muri di cinta che univano il lazzaretto alla chiesa e al convento, anche se già nel 1850 la chiesa era visibile da via Foria con l'abbattimento del muro settentrionale.

## L'interno

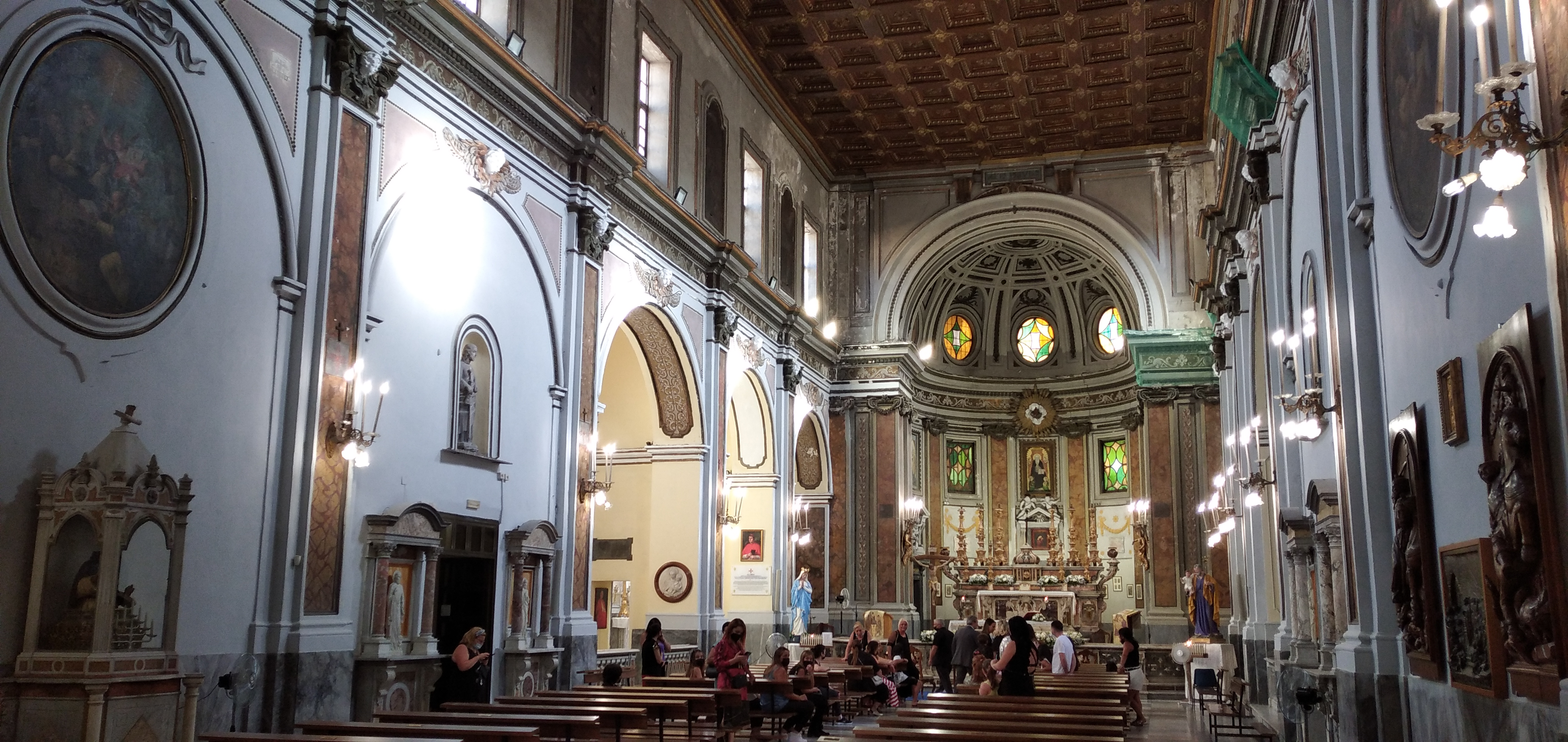
Vista dell'interno

L'interno è a navata unica, con soffitto a cassettoni.
Dalla struttura angioina sono ancora riscontrabili, al di sotto degli stucchi, gli archi delle cappelle; dello stesso periodo sono i due frammenti di affreschi sul primo pilastro a sinistra e su quello a destra, raffiguranti la Crocifissione di Sant'Antonio abate e la Madonna delle Grazie col Bambino. Di quest'ultimo è possibile notare la meravigliosa naturalezza del bambino nell'afferrare il seno della madre e la vivacità dei colori, nonostante siano stati deturpati dall'incuria.
Ulteriori opere medioevali sono le due sculture vicine ai modi dei fratelli Bertini: San Baculo in abito da pellegrino (secondo alcuni si tratta di Santiago di Compostela, viste le conchiglie sul fianco), Sant'Antonio abate affiancato dal Verro. Nulla si conosce dell'autore di queste due statue, a detta di Croce "piene di verità nell'espressione dei volti e nelle pieghe dei panni". Probabilmente appartengono ad un discepolo di Baboccio da Piperno, che dovette eseguirle nella prima metà del XV secolo.

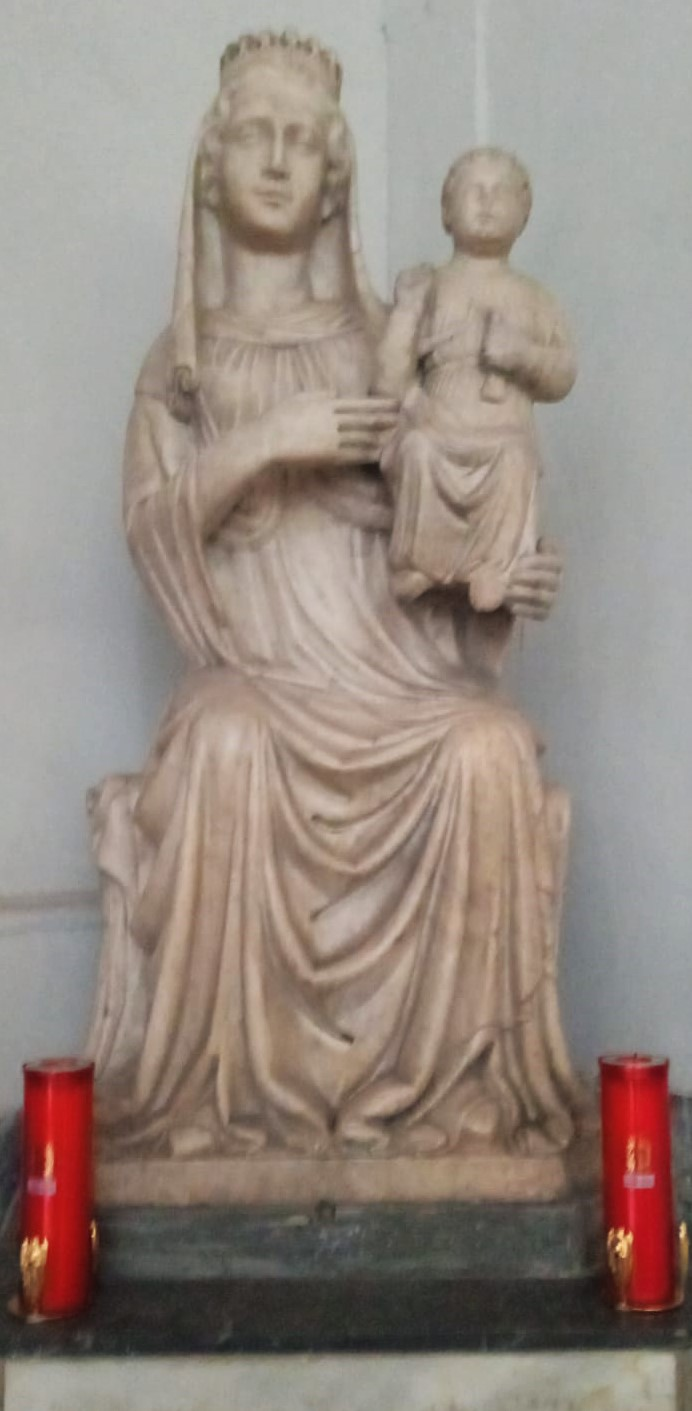
Madonna col Bambino

Vi è poi la marmorea Madonna col Bambino il cui volto, secondo la tradizione, è quello della regina Giovanna I.
Sul lato destro dopo una moderna statua dell'addolorata e un Cristo crocifisso del 1963 troviamo una magnifica fonte battesimale del ‘500 tutta in marmo bianco. Al centro di essa è possibile ammirare un bassorilievo raffigurante Sant'Antonio col verro.
Un San Gennaro, finemente restaurato nel 2001, copia di ottimo livello dell'identica tela di Luca Giordano presente nel complesso dei Girolamini. 
Di fronte al San Gennaro vi è un'altra notevole tela (anch'essa restaurata nei primi anni 2000) la quale rappresenta San Nicola; l'autore dell'opera è Domenico Viola, allievo del Giordano e autore di tutti i dipinti che adornano la parte superiore della chiesa. Alternati ai finestroni, infatti, vi sono rappresentati dodici santi eremiti oggi ridotti in cattivissimo stato di conservazione.

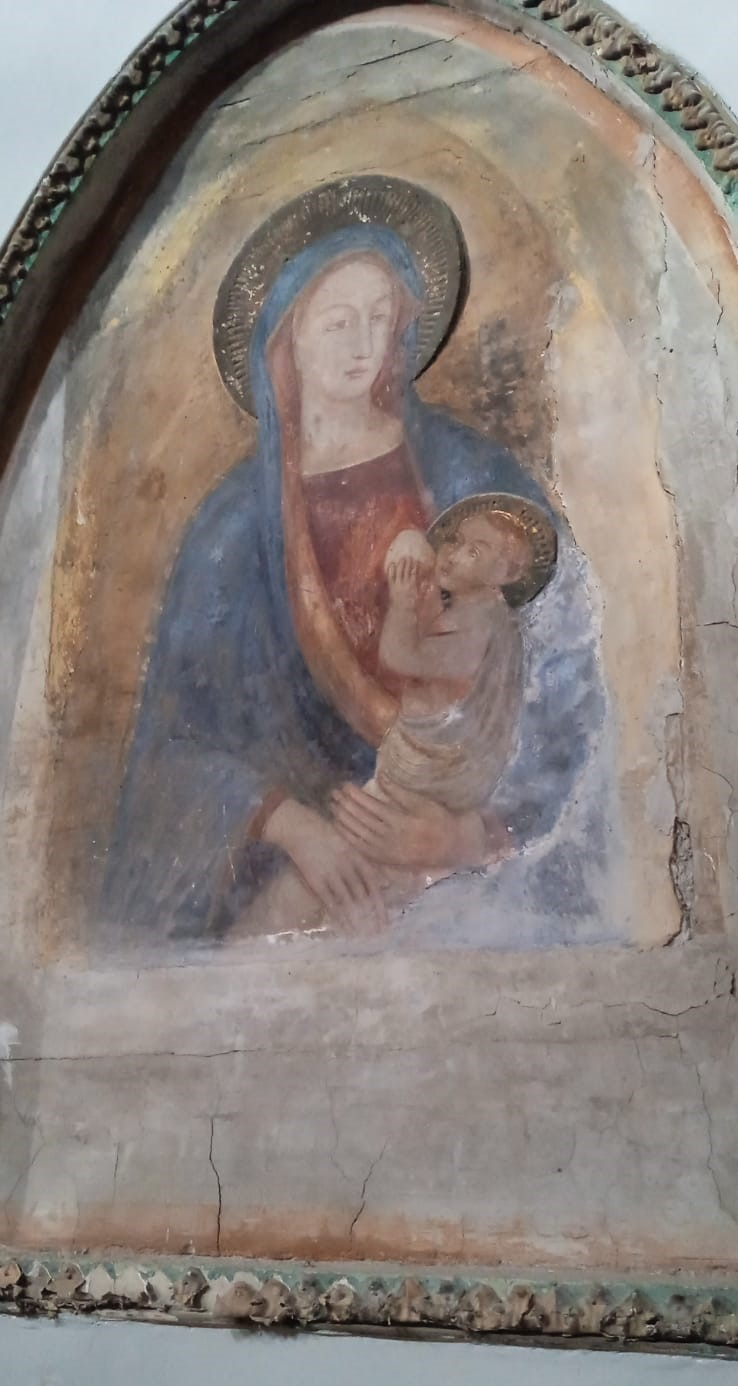
Madonna delle Grazie col Bambino

Ma il capolavoro che più d'ogni altro manca all'abbazia è quello che un tempo era situato al centro del soffitto cassettonato. Anch'esso dipinto dalla pregevole mano di Domenico Viola, raffigurava la glorificazione di Sant'Antonio. Una vasta composizione piena di figure. Al centro Sant'Antonio orante guarda estatico il cielo, verso il quale è in atto di ascendere circondato da angeli e cherubini, tutti imbarcati con lui su di una nuvola che sembra una zattera. Più in su vari angioletti dispiegano un velo che fa da baldacchino sul capo del Santo, ed in cima a tutto la mistica colomba irradia la sua luce sul gruppo ascendente. In basso si vedono altri angioletti affaccendati a tirar fuori una croce di legno da una capanna. 
Dipinto scomparso nel 1945.
Quando l'inviato di Benedetto Croce venne a visitare la chiesa nel 1905 parla di quattro dipinti su tela di forma circolare raffiguranti quattro episodi dell'agiografia di Antonio. Oggi ve ne sono soltanto due. In uno è possibile vedere la morte di sant'Antonio e in un altro la morte di san Paolo martire assistito da Antonio. Queste tele di elevato valore artistico dovrebbero quasi certamente appartenere alla mano di Domenico Viola, ma un restauro ottocentesco eseguito da un ricoverato del Real Albergo dei Poveri ha coperto l'originale dipinto del pittore allievo del Giordano.
Un altro affresco, restaurato nel 2008 è visibile nell'attuale cappella del Santissimo. Rappresenta la deposizione del Cristo con Sant'Antonio. Da notare i colori vivi presenti nella parte destra dell'opera.
Dietro l'altare maggiore vi sono due porte a destra e a sinistra. Quella a destra è murata. Quella a sinistra, sormontata da un angelo con un teschio, porta alle celle superiori e alle cappelle inferiori, probabilmente era la porta da cui si accedeva alle cripte.
Inoltre, un trittico dipinto su tavole di legno non presente nell'abbazia, ma trasportato in tempi recenti nel museo di Capodimonte, si trovava dietro l'altare maggiore.
Il dipinto centrale, racchiuso in cornice di legno intagliato e dorato, era coperto da un fine cristallo. Il dipinto raffigura Sant'Antonio Abate in atto di benedire mentre nella sinistra regge un libro aperto poggiato sul ginocchio.
Ecco come ce lo descrive Croce: «Il santo, nimbato, è di prospetto; la lunga e fluente barba bianca gli scende fin quasi alla cintola; un ampio mantello in pieghe ben disposto lo covre quasi tutto, raccogliendosi sul ginocchio destro.  […] Data la grande antichità del dipinto, lo stato può dirsene buono. Il fondo fu ridorato in epoca non recente, e, nel far ciò fu coperta la forma del trono, e le carni del santo e quelle delle figurine inginocchiate. […] Anche il mantello del santo fu ridipinto, ma da mano non inesperta». Questa magnifica opera composta tra il 1270 e il 1370 è stata sostituita da una copia in cartone.
A destra e a sinistra vi erano gli altri due pezzi del trittico anch'essi sostituiti. Su di ognuno sono dipinti due santi. In quello di destra vi sono S.Ludovico d'Angiò, vescovo di Tolosa, e San Giovanni Evangelista. Il santo angioino è in piedi, col viso rivolto verso Giovanni, ed in atto di parlare, è in abiti vescovili e sul manto ha una larga fascia azzurra seminata di gigli d'oro. Questi nato nel 1275, secondo alcuni a Nuceria Kristianorum, era figlio di Carlo II d'Angiò e fratello di Roberto, re di Napoli. Data l'origine angioina dell'abbazia questo dipinto ha un enorme valore storico.
Sull'altra tavola vi erano dipinti S.Pietro e S.Francesco entrambi in postura eretta: molto interessante quello di San Francesco per l'epoca in cui risale.
Nella terza cappella a destra ove ora vi è San Nicola si poteva ammirare un prezioso dipinto di San Carlo Borromeo scomparso anch'esso nel secondo dopoguerra. Il San Nicola era in origine nella seconda cappella a sinistra dove fino a pochi anni fa vi era un San Giuseppe su tela scomparso nottetempo.